# Enrico Barbin
Enrico Barbin (Treviglio, 4 de marzo de 1990) es un ciclista italiano que fue miembro del equipo Bardiani CSF entre 2013 y 2019.
En enero de 2020 anunció su retirada como profesional tras no encontrar equipo con el que seguir compitiendo.

## Palmarés
2012 (como amateur)
- 1 etapa de la Toscana-Terra di ciclismo-Coppa delle Nazioni
- Gran Premio della Liberazione
- Trofeo Alcide Degasperi
- Trofeo Ciudad de San Vendemiano
- 1 etapa del Baby Giro

2017
- 1 etapa del Tour de Langkawi

## Resultados en Grandes Vueltas
| Carrera | Carrera         | 2013 | 2014  | 2015 | 2016 | 2017  | 2018 | 2019 |
| ------- | --------------- | ---- | ----- | ---- | ---- | ----- | ---- | ---- |
|         | Giro de Italia  | —    | 119.º | Ab.  | —    | 124.º | 94.º | Ab.  |
|         | Tour de Francia | —    | —     | —    | —    | —     | —    | —    |
|         | Vuelta a España | —    | —     | —    | —    | —     | —    | —    |

—: no participa

Ab.: abandono